# Nephrotoma catenata catenata
Nephrotoma catenata catenata is een tweevleugelige uit de familie langpootmuggen (Tipulidae). De soort komt voor in het Palearctisch gebied.